# Alcalalí
Alcalalí é um município da Espanha na província de Alicante, Comunidade Valenciana. Tem 14,4 km² de área e em 2021 tinha 1 336 habitantes (densidade: 92,8 hab./km²).

## Demografia
| Variação demográfica do município entre 1991 e 2004 | Variação demográfica do município entre 1991 e 2004 | Variação demográfica do município entre 1991 e 2004 | Variação demográfica do município entre 1991 e 2004 |
| --------------------------------------------------- | --------------------------------------------------- | --------------------------------------------------- | --------------------------------------------------- |
| 1991                                                | 1996                                                | 2001                                                | 2004                                                |
| 827                                                 | 842                                                 | 902                                                 | 1216                                                |